# Laura Cantrell
Pour les articles homonymes, voir Cantrell.
Laura Cantrell (16 juillet 1967–), est une chanteuse américaine de musique country.

## Biographie
Laura Cantrell est née vers 1967, à Nashville.
Elle étudie le droit et la comptabilité à l'université Columbia de New York. Elle participe aux émissions de radio de l'université, WKCR-FM, avant de devenir animatrice à la radio WFMU à partir de 1993. Là, elle présente une émission le samedi après-midi pendant 13 ans.
Elle commence à chanter avec divers groupes quand elle est étudiante. Elle rencontre John Flansburgh du groupe They Might Be Giants, et elle apparait sur l'enregistrement de l'album Apollo 18 (1992). Flansburgh lui permet d'enregistrer son premier album solo, "Hello CD of the Month Club" en juin 1996, qui sera réédité en 2004, sous le titre The Hello Recordings.
En 2000, elle enregistre l'album, Not the Tremblin' Kind, qui va la faire connaitre. L'animateur britannique de radio, John Peel, écrira : "[It is] my favourite record of the last ten years and possibly my life" ("[C'est] l'album préféré de mes dix dernières années, et peut-être aussi de ma vie"). Elle enchaine avec cinq autres albums, environ un tous les trois ans. Elle fait des tournées en Amérique et en Europe.
Son style musical est bien sûr influencé par celui de sa vie natale de Nashville. Mais on y sent aussi l'influence des ballades irlandaises, et un léger souffle californien. Son style n'est pas très éloigné de celui d'Emmylou Harris et de Lucinda Williams. Laura Cantrell est souvent accompagnée d'une ou de deux guitares sèches, d'une mandoline, d'une batterie, et parfois aussi d'une steel guitar, d'un piano, d'un violon. Elle chante ses propres compositions, et parfois aussi celles d'autres artistes, notamment Kitty Wells, ou occasionnellement Mr. Tambourine Man de Bob Dylan.
Elle s'est mariée avec le chanteur Jeremy Tepper, avec qui elle a eu une fille.

## Discographie
- Hello CD of the Month Club (1996), réédité avec le titre The Hello Recordings (2004)
- Not the Tremblin' Kind (2000)
- When the Roses Bloom Again (2002)
- Humming by the Flowered Vine (2005)
- Trains and Boats and Planes (2008)
- Kitty Wells Dresses: Songs of the Queen of Country Music (2011)